# Jack Herer

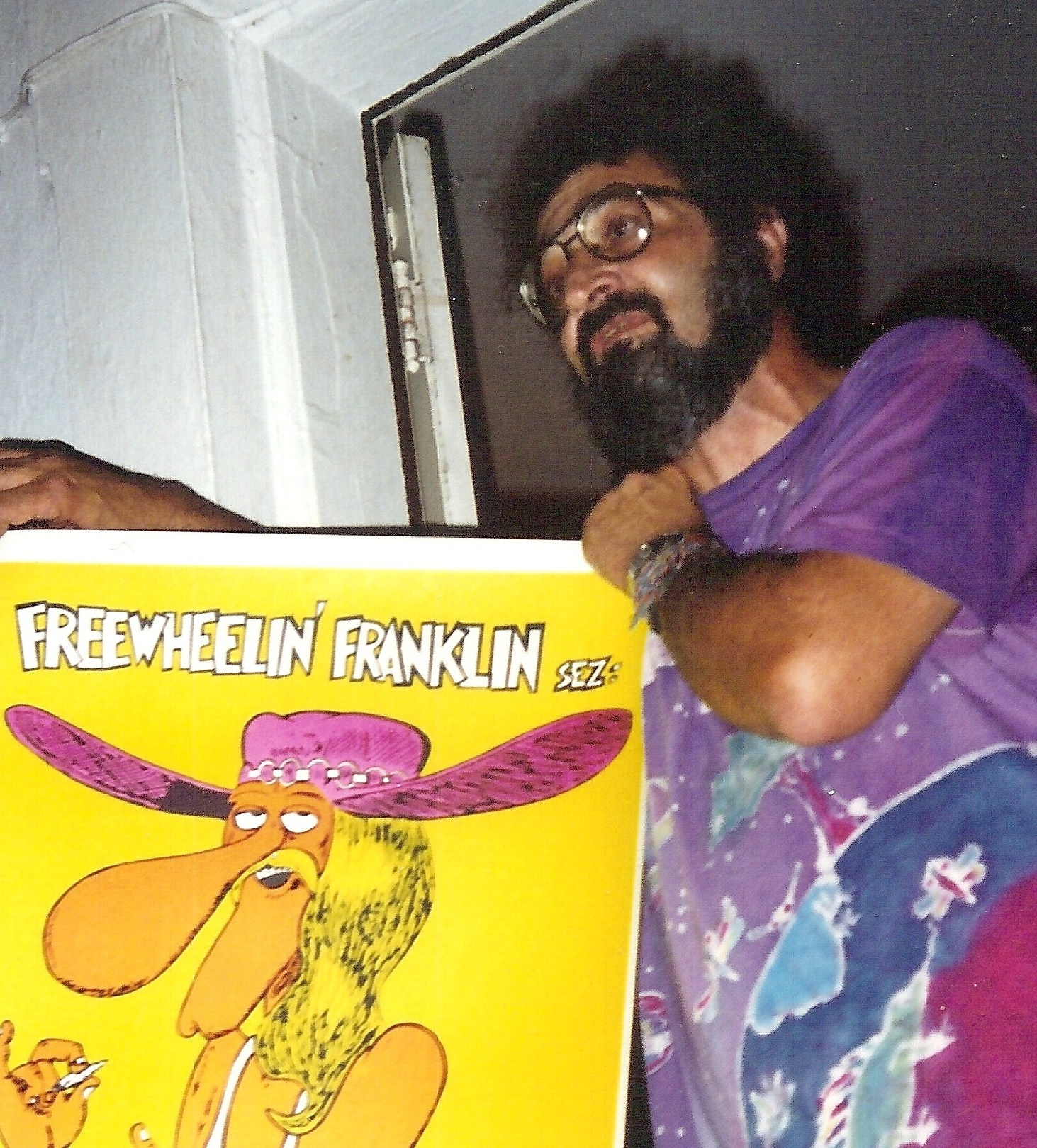
Jack Herer 1989

Jack Herer (* 18. Juni 1939 in New York City; † 15. April 2010 in Eugene, Oregon) war ein US-amerikanischer Schriftsteller und Hanfaktivist. Sein bekanntestes Werk ist das Buch Die Wiederentdeckung der Nutzpflanze Hanf, das mittlerweile ein Standardwerk für Hanfbauern und Legalisierungsbefürworter ist.

## Leben
Jack Herer wurde nach der High School bei der Armee zum Dolmetscher ausgebildet. Er war Vater von fünf Kindern, die seinen ersten drei Ehen entstammen. Am 9. September 1999 heiratete Herer zum vierten Mal. Er trat zweimal bei den US-Präsidentschaftswahlen als Kandidat der Grassroots Party an, einer Kleinpartei, die sich für eine liberale Drogenpolitik einsetzte. 1988 und 1992 erzielte er jeweils weniger als 0,1 Prozent der Stimmen. Beim ersten Versuch erhielt er 1949 Stimmen, vier Jahre später dann immerhin schon 3875.
Besondere Ehre wurde ihm zuteil, als eine Cannabissorte (Strain Jack Herer) nach ihm benannt wurde. Im Juli 2000 erlitt Herer einen Herzinfarkt und einen Schlaganfall, der zur Folge hatte, dass er seine rechte Körperseite nur noch mit Schwierigkeiten bewegen konnte. Laut eigener Aussage hatte er sich aber seit Mai 2004 weitestgehend erholt, was er seinem Konsum von Fliegenpilzen und Cannabis zuschrieb. Ende 2007 arbeitete er an einem Buch über Religion und Pilze und leitete eine Unterschriftenkampagne, die sich unter anderem für die Legalisierung von Cannabis in den USA ausspricht. Des Weiteren engagierte sich Herer in vielen gemeinnützigen Projekten.